# Zamarada acis
Zamarada acis är en fjärilsart som beskrevs av Fletcher 1974. Zamarada acis ingår i släktet Zamarada och familjen mätare. Inga underarter finns listade i Catalogue of Life.